# ZAZ
ZAZ ili Zaporizki automobilski zavod (ukrajinski: Запорізький автомобілебудівельний завод) je ukrajinski proizvođač automobila.
Tvrtka koja je postala ZAZ osnovao je njemački poduzetnik Abraham J. Koop kao tvrtku za proizvodnju poljoprivrednih strojeva. Tvornica je osnovana 1863., a proizvodila je željezne dijelove za vjetrenjače, žetvu, vršalice i plugove.  Tvrtka je nacionalizirana i pod imenom Kommunar započela proizvoditi dvadeset četiri vrste strojeva. Prvi kombajn proizveden je 1929. a 129.724 ih je izgrađeno do 1952. godine (ne računajući ratne godine). Godine 1930. Kommunar je započeo proizvoditi prvi sovjetski berač koji se temeljio na američkom Holt Caterpillaru. Proizvodnjom kombajna u Zaporožju Sovjetski Savez više nije trebao uvoziti kombajne iz inozemstva. Prvi automobil, nazvan ZAZ-965 Zaporožac proizveden je 12. lipnja 1959. godine. Osim svojih matičnih vozila tvornica proizvodi ili je proizvodila modele za Chevrolet, Chrysler, Daewoo, Kiu, Daciju, Ladu, Opel i Mercedes-Benz. 

### Modeli[1]
- ZAZ-965 Zaporožac (1960. – 1969.)

- ZAZ-966 Zaporožac (1967. – 1972.)

- ZAZ-968 Zaporožac (1972. – 1994.)

- ZAZ-1102 Tavria (1989. – 1997.)

- ZAZ-1102 Tavria Nova (1998. – 2007.)

- ZAZ-1105 Dana (1994. – 1997.)

- ZAZ-11055 Pick-up (1998. – 2011.)

- ZAZ-1103 Slavuta (1998. – 2011.)

- ZAZ Lanos (2005.–danas)[2]

- ZAZ Sens (2005–present)

- ZAZ Lanos Pick-up (2005.–danas)

- ZAZ Forza (2010.–danas)

- ZAZ Vida (2012.–danas)[3][4]

## Vanjske poveznice
- ZAZ službena stranica  Arhivirana inačica izvorne stranice od 4. kolovoza 2009. (Wayback Machine) (ruski, ukrajinski, engleski)